# Mont-des-Oliviers
Le présent article décrit le monument religieux. Pour la colline située à Jérusalem, voir Mont des Oliviers.
Un Mont-des-Oliviers est un monument religieux, s'apparentant dans sa nature à un calvaire, mais décrivant un autre moment de la Passion du Christ : l'agonie au Jardin des Oliviers. Ce type de monument religieux se retrouve particulièrement en Alsace et en Allemagne, où on l'appelle « Ölberggruppe ».

## Définition
Un Mont-des-Oliviers est une sculpture montrant l'agonie au Jardin des Oliviers. L'iconographie représente généralement Jésus en prière, les yeux levés au ciel, tandis que les disciples Pierre, Jean et Jacques dorment. Certains Monts-des-Oliviers représentent également Judas avançant vers Jésus à la tête des soldats venus arrêter ce dernier. Cette représentation est caractéristique des églises de la fin du Moyen Âge et du début de la Renaissance.
Le terme allemand « Ölberggruppe » prédomine dans l'historiographie ; en effet, une partie notable de ces ensembles sculpturaux est traditionnellement située dans les pays germaniques, y compris sur leurs franges tchèque, polonaise ou alsacienne.

## Quelques exemples de Monts-des-Oliviers
Un des plus célèbres Mont-des-Oliviers est celui de la cathédrale de Strasbourg, particulièrement monumental, et situé à l'intérieur du monument.
Le Mont-des-Oliviers de Molsheim est initialement installé dans les jardins de la chartreuse de cette ville. Après la Révolution, il est déplacé à proximité de l'église des Jésuites. En 1923, son dôme de protection est ôté et le monument, ouvert aux intempéries, commence à se dégrader.
Le village de Boersch compte également une chapelle abritant un petit Mont-des-Oliviers, remontant à 1602. De manière plus modeste, la collégiale Saint-Florent de Niederhaslach abrite également un bas-relief figurant un Mont-des-Oliviers et daté de 1497.

Quelques Monts-des-Oliviers
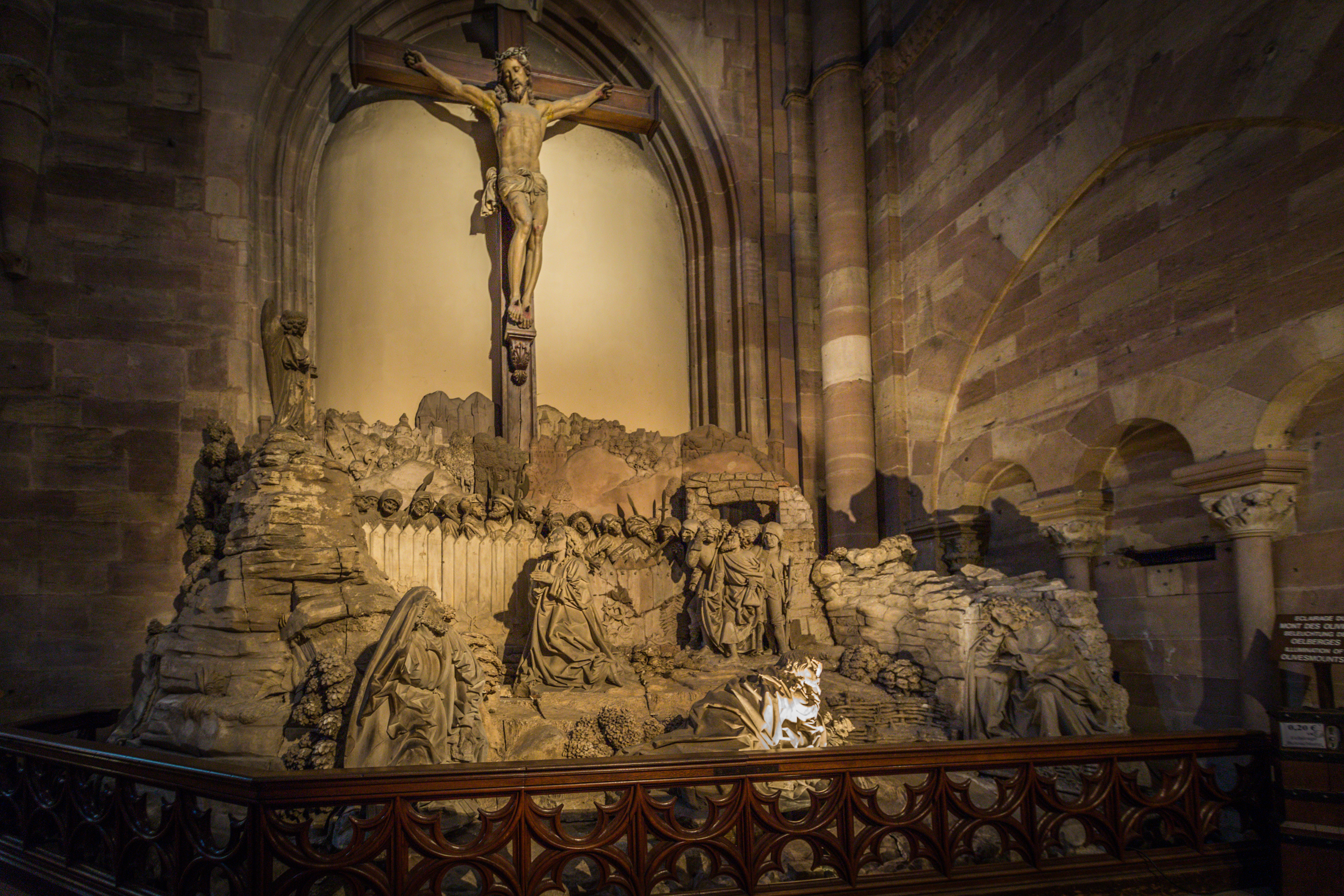
Le Mont-des-Oliviers de Strasbourg, situé dans la cathédrale.
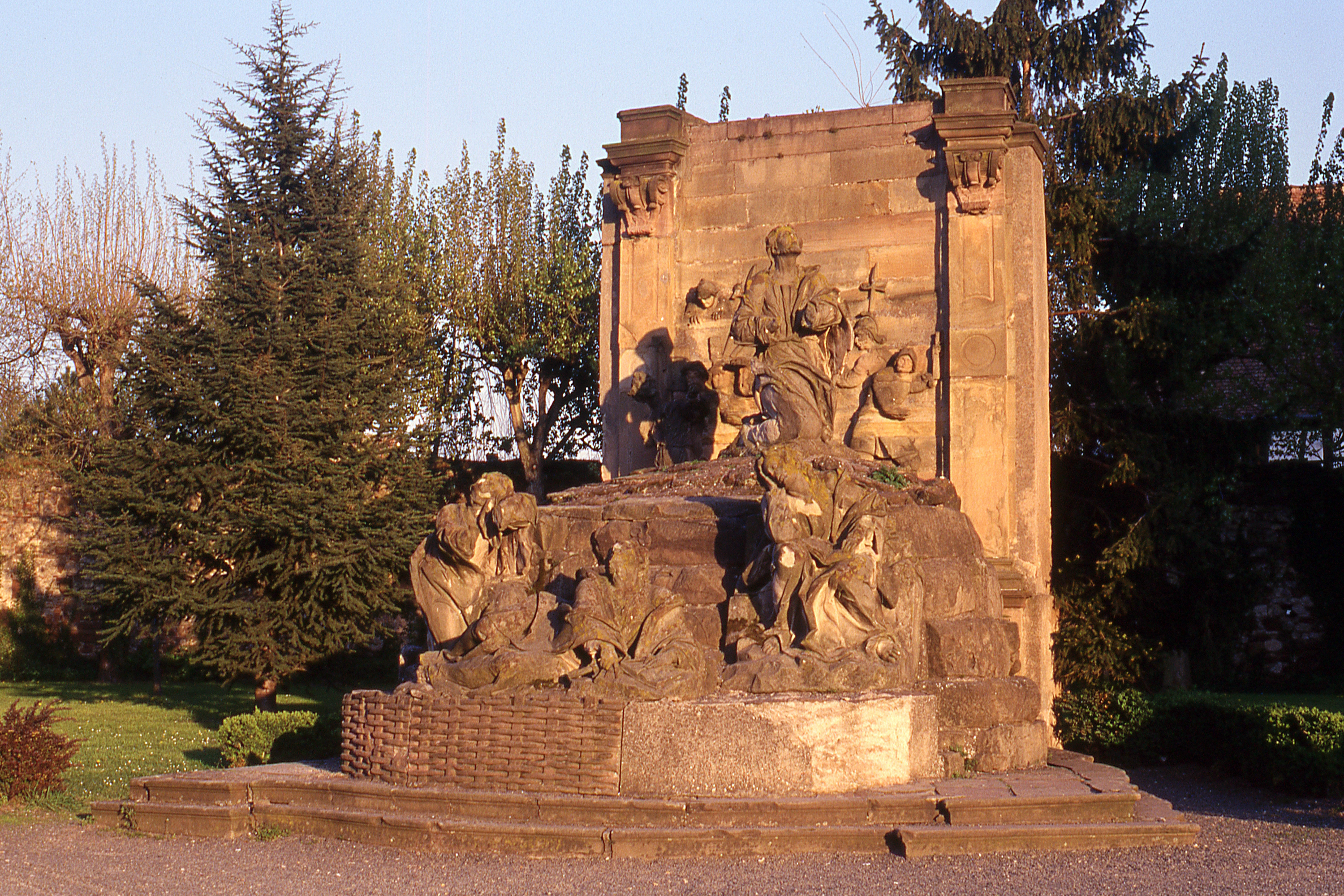
Le Mont-des-Oliviers de Moslheim.
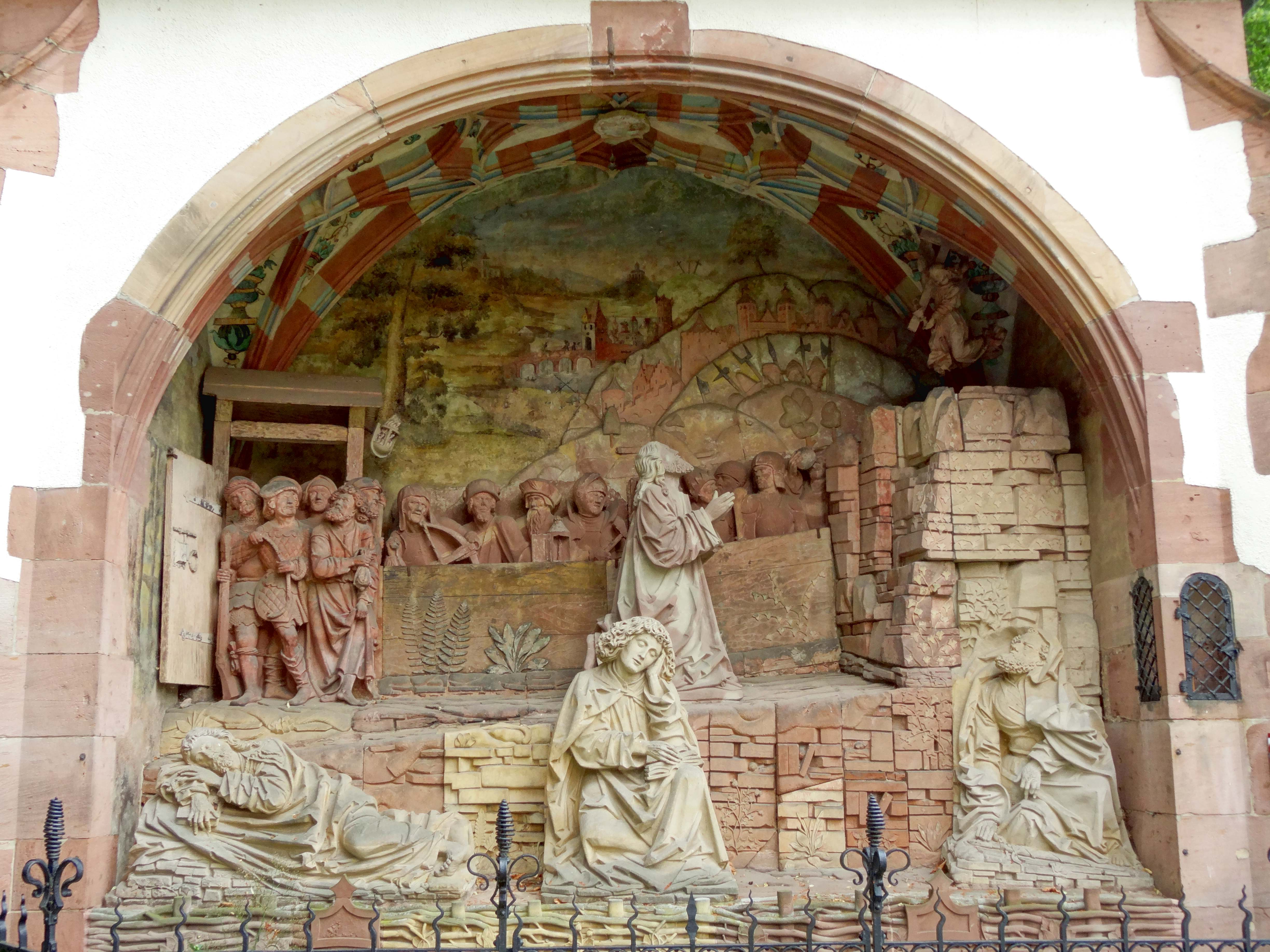
Ölberggruppe de l'église de la Sainte-Croix d'Offenbourg (de).
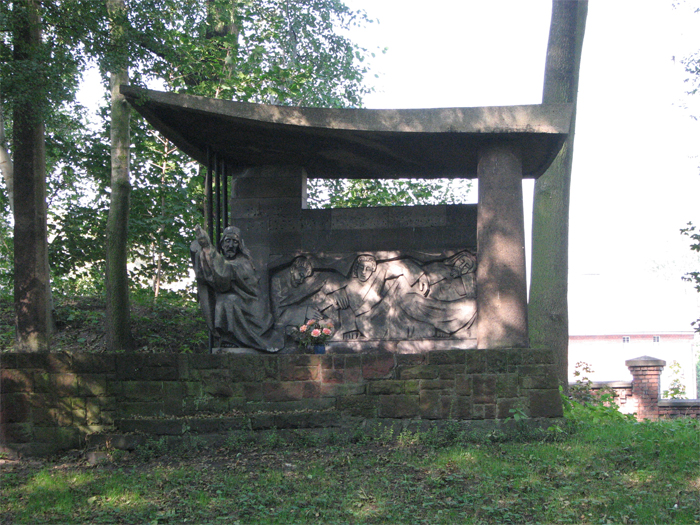
Mont-des-Oliviers inséré dans le chemin de croix du Monastère franciscain de Panewnicki (pl).